# جلديات الأجنحة الحديثة
جلديات الأجنحة الحديثة (الاسم العلمي: Neodermaptera)، التي يُطلق عليها أحيانًا جلديات الأجنحة المنخفضة ، هي رتيبة من رتبة جلديات الأجنحة. وتشمل جلديات الأجنحة الحديثة أكثر من 2000 نوع
.